# 郭舍人
郭舍人（?—?），汉朝汉武帝的倡优，很受宠信。
汉武帝乳母家人胡作非为，被判举族發配边疆。乳母於是问计于郭舍人。郭舍人让她與汉武帝辞别，但不说话，只須多次回头表示不捨。臨行時，乳母依計頻頻回頭，郭舍人在场大骂：“原文：咄！老女子！何不疾行！陛下已壯矣，寧尚須汝乳而活邪？尚何還顧！”
此舉引起汉武帝的恻隐之心，不让乳母迁到边疆，并且惩罚提议之人。

## 延伸阅读
[在维基数据编辑]
 《史記/卷126》，出自司馬遷《史記》